# A párizsi Notre-Dame
A párizsi Notre-Dame (franciául: Notre-Dame de Paris) Victor Hugo 1831-ben megjelent regénye. A mű igazi főszereplője a párizsi Notre-Dame-székesegyház, amely az egyik legnagyobb és legismertebb katedrális a világon. A regényt 1858-ban Szalkay Gergely fordította le először magyar nyelvre, A Notre-Dame egyház Párisban címmel. Ezt még négy további fordítás és 28 különféle kiadás követte magyarul: 1913, 1925, 1957, 1959 stb.

## Háttér
A párizsi Notre-Dame Victor Hugo első hosszabb lélegzetvételű műve, melyre 1828-ban kapott megbízást kiadójától, Gosselintől. A gyűjtőmunkáját követően 1829-ben kezdett hozzá az írásnak. A kiadóval abban állapodott meg, hogy a könyv abban az évben elkészül, de Hugo újabb megbízásai miatt nem tudta tartani a határidőt. 1830 nyarára Gosselin követelte, hogy Hugo fejezze be a könyvet 1831 februárjáig. 1830 szeptemberétől kezdve, Hugo megállás nélkül dolgozott a művön, mely végül a kitűzött határidőre elkészült.
Victor Hugo regénye a XV. században, XI. Lajos korában, a régi Párizsban játszódik. A francia romantika egyik legnagyobb történelmi regénye a középkor alkonyának Párizsát mutatja be. A mű részletes leírásából megismerhetjük a festői várost, annak tarkaságával és romlottságával. A mű részletesen bemutatja a gótikus templom építőművészeti sajátosságait. Ebben a környezetben bonyolódik a végzetes szépségű cigánylány, Esmeralda szomorú szerelme az íjászkapitánnyal, és Quasimodo, a púpos, csúf harangozó tragédiája.

## Történet
|  | Alább a cselekmény részletei következnek! |

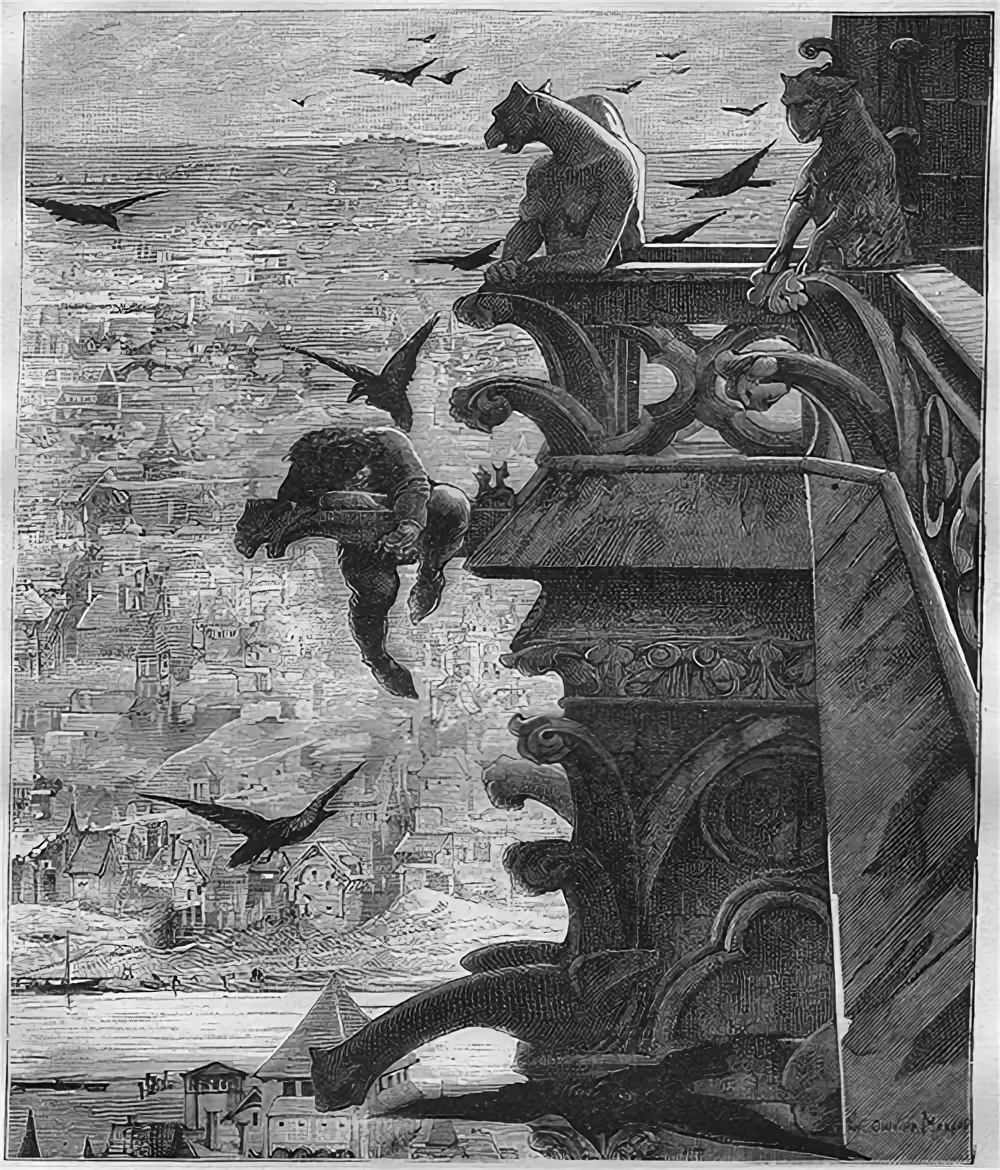
Illusztráció a könyvből (1881)

A történet 1482. január 6-án kezdődik, amikor is a Háromkirályok és a bolondok napjának a megünneplésére kerül sor. Az ünnepség a Törvénypalotában veszi kezdetét, ahol egy előadást szerveznek. Mivel az előkelőségek késnek, így a tömeg egyre türelmetlenebb. Ezt megakadályozandó az előadás megkezdésére ad utasítást Gringoire, az ünnepség szervezője.
Azt hihetné az olvasó, hogy a regény főszereplője Gringoire, pedig ő csak egy eszköze a szerző azon céljának, hogy a többi karaktert megismertesse velünk.
A következő színre lépő karakter Quasimodo, a Notre-Dame székesegyház csúf, púpos harangozója. A bolondok pápájának választásán grimaszoló versennyel döntik el ki legyen a pápa. Ezen Quasimodo elsöprő sikert arat, és a tömeg a vállán, ujjongva viszi ki a térre. A terem szinte teljesen kiürül, az előadás maradék nézője a térről beszűrődő kiabálás miatt az ablakhoz tódul. Gringoire az előadásának sikertelensége miatt csalódottan járja Párizs utcáit. A Grave térre érve látja, hogy a tér közepén egy cigánylány, Esmeralda énekével és táncával szórakoztatja a népet. Ezt követően Gringoire az éjszakai bolyongás során elkeveredik a Csodák udvarába, a párizsi alvilág területére. Itt büntetlen előélete miatt ki akarják végezni, és csak az menti meg, hogy Esmeralda férjének fogadja.
Hugo a katedrális részletes leírása, és Párizs bemutatása után meséli el Quasimodo történetét. Quasimodót, a csúf kisgyermeket a Notre-Dame közelében a talált gyermekek padján lelik meg. Claude Frollo pap fogadja örökbe, aki már az árván maradt kisöccsét is neveli. Mivel Frollo érdeklődött a természettudományok iránt, így a nép boszorkánynak titulálta. Ezért amikor Quasimodóval megjelent az utcán csúfolódások és szitkozódások áldozatává váltak.
Időközben a papból főesperes lett, és kitanította Quasimodót, akiből a Notre-Dame harangozója lett. A harangzúgás miatt Quasimodo megsüketült.
A főesperes egy látogatás alkalmával a következőt mondta: „Ez megöli amazt”, miközben jobb kezét egy könyvön tartotta, és bal kezével a katedrálisra mutatott. Hugo ezzel azon véleményét fejezte ki, hogy az építészetet lassan kiszorítja az írás. Eddig az emberek templomba jártak, de az írással ez meg fog változni.
Frollo féltékenységében az utcán sértegeti Phoebust, a kapitányt, akibe Esmeralda szerelmes. A főesperes elrejtőzik a kapitány szobájában annak tudtával, hogy tisztázzák a helyzetet. Esmeralda szerelmet vall a kapitánynak, aki azt elfogadja, mint alkalmi kapcsolatot. Ekkor Claude Frollo előbújik, és leszúrja Phoebust. Esmeraldát emberölés és boszorkányság vádjával bíróság elé állítják. Mivel ezt tagadja, kínvallatásnak akarják alávetni, de Esmeralda inkább bevallja azt is, amit nem követett el. Ezért halálra ítélik. Az akasztás napján előkerül a leszúrt és időközben felgyógyult Phoebus, akit meglátván Esmeraldába ismét visszatér az élni akarás vágya. Quasimodo – aki szintén szerelmes a szépséges cigánylányba – megmenti a bitófától, és a templom szent területére viszi.
Quasimodo a saját szállásán rejti el a lányt, ahol elmondja neki, mit érez iránta, de Esmeralda ezt nem viszonozza, mivel ő még mindig Phobeusba szerelmes. Quasimodo megígéri, hogy a kapitányt elhívja a templomba, de az nem akar találkozni a lánnyal. Egyik éjjel a főesperes meglátogatja Esmeraldát, és ismét szerelmet vall neki, de az elutasítja. Ezért erőszakoskodni kezd vele, de ő a harangozótól kapott sípot megfújva, hívja Quasimodót, aki egy tőrrel támad a betolakodóra, de mikor felismeri benne nevelőapját, visszakozik. Ekkor Esmeralda veszi kezébe a tőrt, amivel sakkban tartja a papot.
A cigányok és tolvajok Gringoire közbenjárására elindulnak Esmeralda kiszabadítására. Quasimodo a haragos tömeget látva azt hiszi, Esmeraldát akarják elrabolni, ezért szembeszáll velük. Kis idő múlva a katonaság is a segítségére siet, és sikeresen visszaverik a támadást. Esmeraldát időközben Gringoire és a pap elviszik, hogy megmentsék. A Szajna túlpartján Gringoire előre indul a kecskével, a főesperes pedig választás elé állítja Esmeraldát: elfogadja a szerelmét, vagy akasztófára kerül. Esmeralda inkább a halált választja. Míg Frollo a poroszlókért megy, a tébolyult nővérre, Guduléra bízza a lányt. Gudule Esmeraldában ráismer a rég elveszett lányára. Próbál most segíteni neki a szökésben, de a dulakodás közben életét veszti.
Végül Esmeraldát felakasztják, Quasimodo pedig – mikor rájön, mit is tett a nevelőapja – a mélybe taszítja Frollót. Quasimodo elhagyta a Notre-Dame-ot, csontjait később szerelmének, Esmeraldának a földi maradványait átkarolva találják meg.
|  | Itt a vége a cselekmény részletezésének! |

## Filmváltozatok
- Esmeralda (1905), rendező: Alice Guy-Blaché, Victorin-Hippolyte Jasset, szereplők: Denise Becker, Henry Vorins
- A párizsi Notre-Dame (Notre-Dame de Paris, 1911), rendező: Albert Capellani, szereplők: Henry Krauss, Stacia Napierkowska, René Alexandre, Claude Garry
- The Darling of Paris (1917), rendező: J. Gordon Edwards, szereplők: Theda Bara, Glen White, Walter Law, Herbert Heyes
- Esmeralda (1922), rendező: Edwin J. Collins, szereplők: Sybil Thorndike, Booth Conway, Annesley Healy, Arthur Kingsley
- A Notre-Dame-i toronyőr (The Hunchback of Notre Dame, 1923), rendező: Wallace Worsley, szereplők: Lon Chaney, Patsy Ruth Miller, Norman Kerry, Brandon Hurst
- A Notre-Dame-i toronyőr (The Hunchback of Notre Dame, 1939), rendező: William Dieterle, szereplők: Charles Laughton, Sir Cedric Hardwicke, Thomas Mitchell, Maureen O'Hara
- A párizsi Notre Dame (Notre-Dame de Paris, 1956), rendező: Jean Delannoy, szereplők: Gina Lollobrigida, Anthony Quinn, Jean Danet, Alain Cuny
- A Notre-Dame-i toronyőr (The Hunchback of Notre Dame, 1976), rendező: Alan Cooke, szereplők: Kenneth Haigh, Warren Clarke, Michelle Newell, Christopher Gable
- A Notre-Dame-i toronyőr (The Hunchback of Notre Dame, 1982), rendező: Michael Tuchner, szereplők: Anthony Hopkins, Derek Jacobi, Lesley-Anne Down, John Gielgud
- The Hunchback of Notre Dame (1986), rendező: Geoff Collins, szereplők: Tom Burlinson, Angela Punch McGregor, Ron Haddrick, Richard Meikle
- Szent menedék (Big Man on Campus, 1989), rendező: Jeremy Kagan, szereplők: Allan Katz, Corey Parker, Cindy Williams, Melora Hardin
- A Notre-Dame-i toronyőr (The Hunchback of Notre Dame, 1996), rendező: Gary Trousdale, Kirk Wise, szereplők: Tom Hulce, Demi Moore, Tony Jay, Kevin Kline
- A Notre-Dame-i toronyőr (The Hunchback of Notre Dame, 1996), rendező: Toshiyuki Hiruma, Takashi Masunaga, szereplők: Tony Ail, Nathan Aswell, Bailee Reid, Kathleen Barr
- A Notre-Dame-i toronyőr (The Hunchback of Notre Dame, 1996), rendező: Diane Paloma Eskenazi
- A Notre-Damei toronyőr (The Hunchback, 1997), rendező: Peter Medak, szereplők: Mandy Patinkin, Richard Harris, Salma Hayek, Edward Atterton
- Quasimodo 2000 (Quasimodo d'El Paris, 1999), rendező: Patrick Timsit, szereplők: Patrick Timsit, Richard Berry, Mélanie Thierry, Vincent Elbaz
- A Notre Dame-i toronyőr 2. – A harang rejtélye (The Hunchback of Notre Dame II, 2002), rendező: Bradley Raymond, szereplők: Tom Hulce, Jennifer Love Hewitt, Demi Moore, Kevin Kline
- Quasi (2023), rendező: Kevin Heffernan, szereplők: Jay Chandrasekhar, Kevin Heffernan, Steve Lemme, Paul Soter

## Magyarul
- Boldogasszony temploma’ harangozója. Évrajzi regényes dráma; ford. Pály Elek; Werfer, Kassa, 1837 [5]
- A Notre-Dame egyház Párisban. Regény. 1–2. köt.; ford. Szalkay Gergely; Szilády Ny., Kecskemét, 1858 (Újabb külföldi regénytár)
- A párisi Notre-Dame templom. Regény, 1–2.; ford. Milassin Vilmos; Milassin, Bp., 1888
- A párisi Notre-Dame, 1–2.; ford. Benedek Marcell; Athenaeum, Bp., 1913 (Athenaeum könyvtár)
- A párisi Notre-Dame, 1–2.; ford. Szabolcsi Géza; Világirodalom, Bp., 1925 (Világirodalom könyvtár)
- A Notre-Damei torony őre. Regény; Tolnai, Bp., 1925 (Tolnai regény-sorozata)
- A párisi Notre-Dame, 1–4.; ford. Németh Andor, bev. Porzsolt Kálmán; Gutenberg, Bp., 1929 (A Gutenberg Könyvkiadó Vállalat könyvei)
- A párisi Notre-Dame; ford. Vázsonyi Endre; Grill, Bp., 1943 (Grill klasszikus regényei)
- A párizsi Notre-Dame; ford. Antal László, Európa, Bp., 1979 (Világirodalom remekei)